# Hans Hirtz
Pour les articles homonymes, voir Hirtz.
Hans Hirtz (ou Hirtze) est un peintre allemand du gothique tardif du Rhin supérieur. Il est documenté à Strasbourg de 1421 à 1462/65, et est considéré comme un artiste remarquable encore dans des sources du XVIe siècle,.
Il a été suggéré que Hans Hirtz est l'auteur du retable de la Passion de Karlsruhe et peut donc être identifié au Maître de la Passion de Karlsruhe,,.

## Biographie

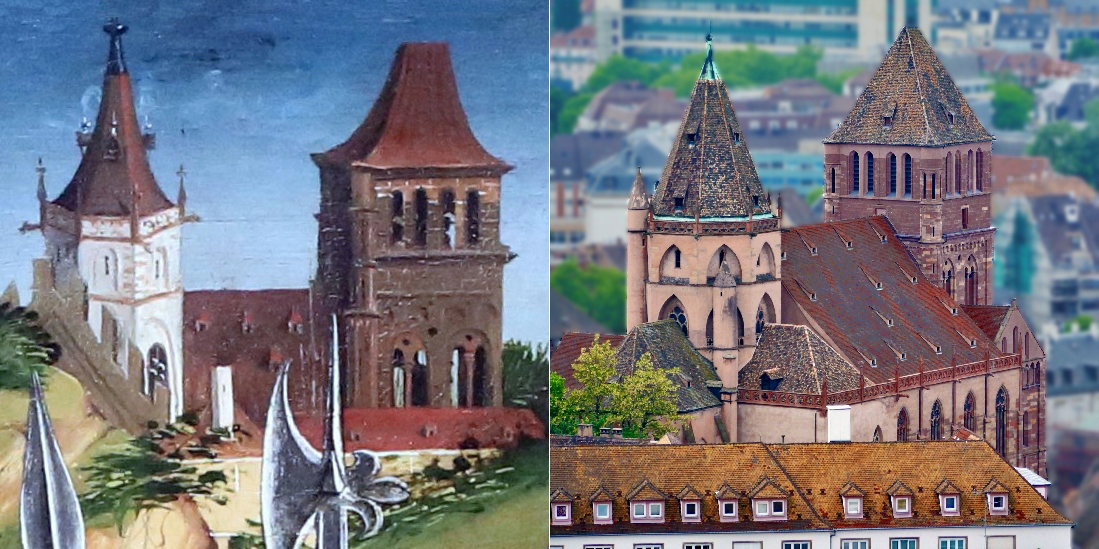
Comparaison de l'église Saint-Thomas de Strasbourg sur le Portement de Croix de la Passion de Karlsruhe et, à côté, une photo de l'église de 2015.

Les dates de naissance et de décès de Hans Hirtz sont inconnues. Il est documenté, entre 1421 et 1463, à Strasbourg. Il est mort avant 1466, car c'est cette année que sa veuve s'est remariée avec Peter Hemmel von Andlau. 

## Hans Hirtz, le Maître de la Passion de Karlsruhe?

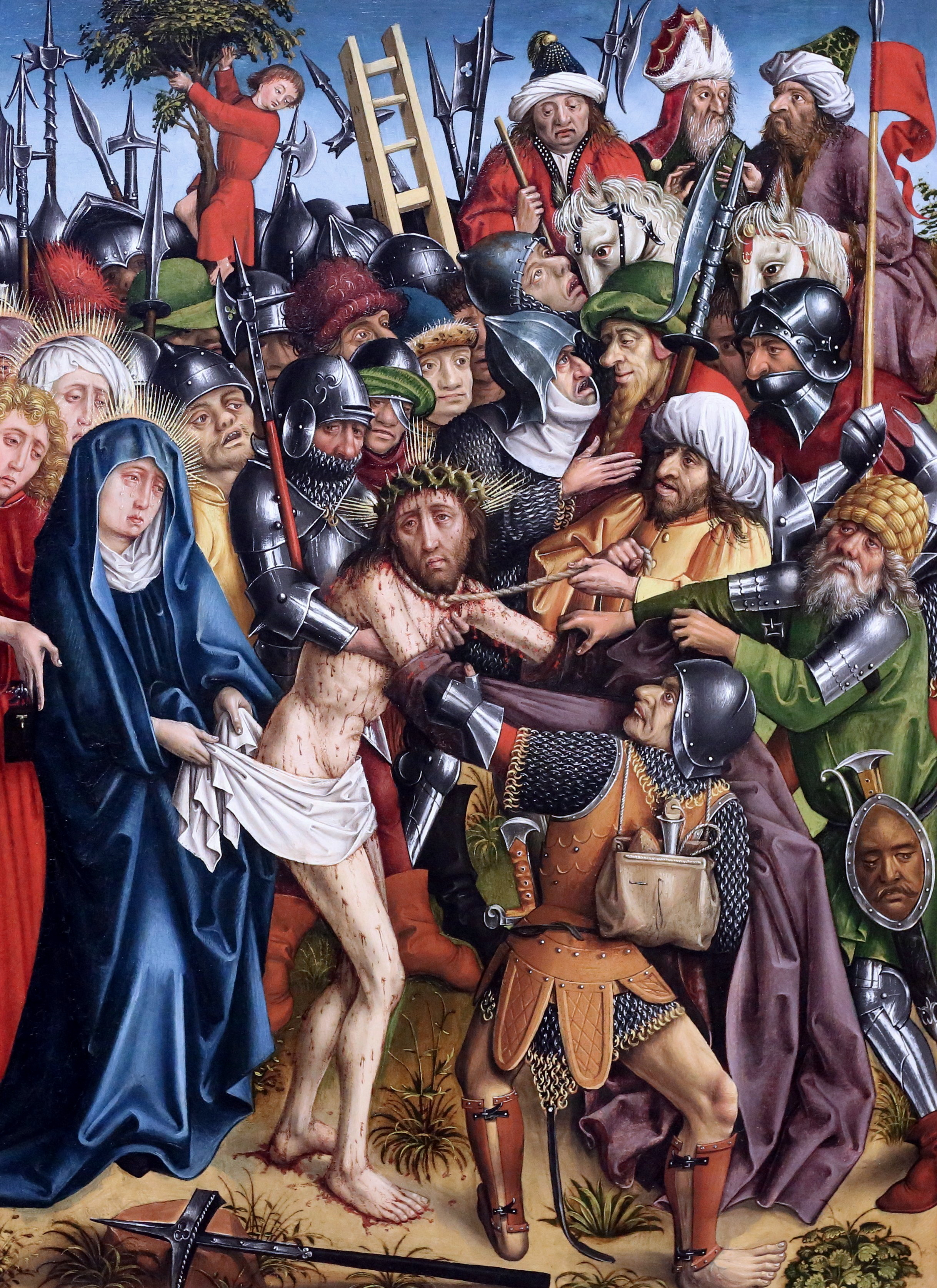
"Le déshabillage du Christ" du Maître de la Passion de Karlsruhe. Peinte en 1450 sur du bois de noyer. Hauteur : 66 cm.Largeur : 47 cm.

L'identification de Hans Hirtz avec le Maître de la Passion de Karlsruhe, thèse soutenue par Lilli Fischel est hypothétique,,. Les sept panneaux de la Passion, six dans la Staatliche Kunsthalle Karlsruhe et un septième, l'Arrestation du Christ, au Musée Wallraf Richartz de Cologne, constituent un fragment d'une Passion, dont les tableaux comptent parmi les œuvres importantes de la peinture sur panneaux du gothique tardif en Allemagne. 

## Articles liés
- Jost Haller, actif à Strasbourg à la même époque
- Maître des Études de draperies, peut-être un disciple de Hirtz